# NSB Skd 211
Der Schienentraktor der Baureihe  Skd 211 wurde ab 1945 von Norges Statsbaner (deutsch Norwegische Staatsbahnen) in Norwegen eingesetzt. Es war eine von Borsig in Berlin hergestellte DR-Kleinlokomotive Leistungsgruppe II. Die Lokomotive wurde für kleinere Transportaufgaben und zum Rangieren auf Anschlussbahnen und in den Bahnhöfen eingesetzt.

## Geschichte
Borsig baute 1934 die Lok unter der Nummer 14522 für die Deutsche Reichsbahn als Kö 4462. Sie hatte ein außen blechverkleidetes Führerhaus mit Türen. Während des Zweiten Weltkrieges kam die Lok nach Norwegen und verblieb dort 1945 nach dem Abzug der Wehrmacht.

## Verbleib
Die Lok war 1960 in Oppdal im Einsatz und wurde am 13. Dezember 1963 ausgemustert und anschließend verschrottet.